# ガエル・モンフィス
ガエル・セバスティアン・モンフィス（Gaël Sébastien Monfils, フランス語発音: [ɡaɛl mɔ̃ˈfis]  ,1986年9月1日 - ）はフランス・パリ出身の男子プロテニス選手。ATPランキング自己最高位はシングルス6位、ダブルス155位。これまでにATPツアーシングルスで13勝を挙げている。身長193cm、体重85kg。右利き、バックハンド・ストロークは両手打ち。
配偶者はウクライナのテニス選手のエリナ・スビトリナ。

## 選手経歴

### ジュニア時代
1986年9月1日にフランスのパリで生まれる。父親がグアドループ島出身の元プロサッカー選手で、現在はフランスの携帯電話会社に勤めている。母親はマルティニーク島出身の看護師であり、そのためモンフィスは西インド諸島のルーツを持つ。
趣味はブレイクダンスで、バスケットボールも得意である。「もしテニス選手にならなかったら、バスケットボールをしていただろう」と述べていたが、テニスの道を歩むことを決めた。2002年にはジュニアのトーナメントを巡り、ジュニア世界ランキングで4位。

### 2004年 プロ転向
2004年は4大大会のジュニア男子シングルスで、全豪オープン・全仏オープン・ウィンブルドンの3連勝を成し遂げ、ジュニア世界ランキングで1位の座を獲得した。同年にプロ入り。年間最終ランキングは239位。
| ジュニアグランドスラム |    |    |    |
| 全豪オープン           | A  | QF | W  |
| 全仏オープン           | 1R | 2R | W  |
| ウィンブルドン         | A  | 2R | W  |
| 全米オープン           | A  | 2R | 3R |

### 2005年 ツアー初優勝 トップ30入り
8月にオレンジ・ワルシャワ・オープンの決勝でフロリアン・マイヤーを7-6, 4-6, 7-5で破り、ATPツアー初優勝を果たした。その後、10月のモゼール・オープンの決勝でイワン・リュビチッチに敗れ、準優勝となる。この躍進を評価され、男子プロテニス協会の2005年度最優秀新人賞を受賞した。年間最終ランキングは30位。

### 2006年 グランドスラム4回戦進出
2006年全仏オープンで、モンフィスは初めて4回戦に進出した。この大会では、3回戦で第8シードのジェームズ・ブレークを6-2, 6-7, 7-6, 5-7, 6-4のフルセットで破ったが、続く4回戦でノバク・ジョコビッチに6-7, 6-7, 3-6のストレートで敗れた。年間最終ランキングは46位。

### 2007年 ツアー通算50勝
2007年全豪オープンでは、モンフィスは2回戦で前年度の準優勝者マルコス・バグダティスを7-6, 6-2, 2-6, 6-0で破って注目を集めたが、続く3回戦で同じ年のフランス人選手、リシャール・ガスケに敗れた。年間最終ランキングは38位。

### 2008年 全仏ベスト4 北京五輪ベスト8
2008年全仏オープンで初めてのベスト4に入り、自らの4大大会自己最高成績を更新した。初進出の準決勝で、モンフィスは第1シードのロジャー・フェデラーに2-6, 7-5, 3-6, 5-7で敗れた。第30シードに選ばれたウィンブルドンで、モンフィスは肩の負傷により大会開始直前に棄権した。北京五輪にフランス代表選手として初参加し、シングルスのベスト8に進出した。全米オープンでは初の4回戦進出を決めたが、地元アメリカ人選手のマーディ・フィッシュに5-7, 2-6, 2-6でストレート負けした。年間最終ランキングは14位。

### 2009年 マスターズ準優勝 ツアー2勝目 トップ10入り

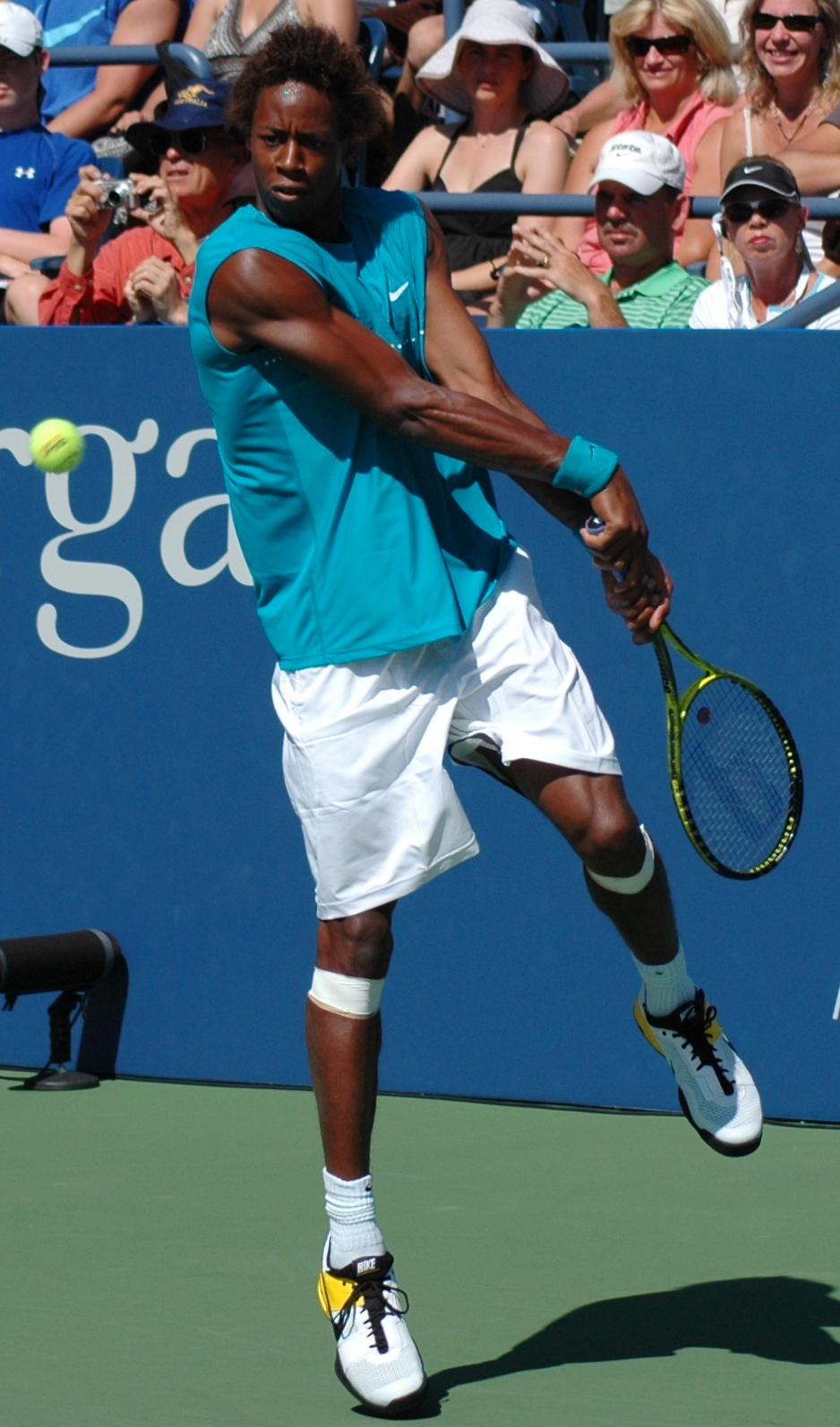
2009年全米オープンでのガエル・モンフィス

全豪オープンで、モンフィスは同じフランスのジル・シモンとの4回戦を途中棄権した。この後ツアー大会で成績を伸ばしたことにより、2009年3月2日付の世界ランキングで9位に入り、初の世界ランキングトップ10入りを果たした。この後全米オープンで2年連続の4回戦進出がある。地元のモゼール・オープンでフィリップ・コールシュライバーを7–6, 3–6, 6–2で破りツアー2勝目を挙げた。年間最終ランキングは13位。

### 2010年 全米ベスト8 ツアー3勝目 デビス杯準優勝
全米
オープンでベスト8に進出した。ジャパン・オープン・テニス選手権など3大会で準優勝し、南フランス・オープンでイワン・リュビチッチを6-2, 5-7, 6-1で破り、ツアー3勝目を挙げた。12月のセルビアとのデビスカップ決勝戦にも出場し、第2試合でヤンコ・ティプサレビッチに6-1, 7-6, 6-0で勝利したが、第4試合のジョコビッチに2-6, 2-6, 4-6で敗れ、通算2勝3敗でフランスは優勝を逃した。年間最終ランキングは12位。

### 2011年 ツアー4勝目 世界7位
全仏オープン4回戦でダビド・フェレールを6–4, 2–6, 7–5, 1–6, 8–6で破り2年ぶりのベスト8に進出した。準々決勝ではフェデラーに4-6, 3-6, 6-7で敗れた。7月には自己最高位の世界ランキング7位を記録した。10月のストックホルム・オープンの決勝でヤルコ・ニエミネンを7–5, 3–6, 6–2で破り1年ぶりのツアー4勝目を挙げた。年間最終ランキングは15位。

### 2012年 怪我による故障 トップ10陥落
右膝の故障に悩み2012年の全仏オープン、ウィンブルドン、ロンドン五輪、全米オープンといった主要大会を欠場した。モゼール・オープン出場後、楽天ジャパン・オープンを棄権すると、そのままシーズンを終えた。年間最終ランキングは77位まで下降した。

### 2013年 復調
復帰戦のカタール・オープンは準々決勝まで進出した。全豪オープンは4回戦で敗れた。しかし2月3日付の世界ランキングでは100位以下になった。それでもBNPパリバ・プリムローズ・ボルドー（チャレンジャー）での優勝やニース・オープンでの決勝進出など、クレーシーズンでは一定の結果を残した。主催者推薦での出場になった2013年全仏オープンでは1回戦で第5シードのトマーシュ・ベルディハを7-6(8) , 6-4, 6-7(3), 6-7(4), 7-5のフルセットで破る波乱を起こした。また、上海マスターズでは3回戦でロジャー・フェデラーを破り、準々決勝まで進出するほど復調ぶりが垣間見えた。年間最終ランキングは31位。

### 2014年 全仏・全米ベスト8 ツアー通算300勝 デビス杯準優勝
2014年全仏オープンでは3年ぶりにベスト8進出。準々決勝でアンディ・マリーに敗れた。
2014年6月24日シングルス通算300勝達成。
全米オープンでも4回戦で第7シードのグリゴール・ディミトロフに7-5, 7-6(5), 7-5でストレート勝ち。準々決勝でフェデラーから第1セットと第2セットを奪うも6-4, 6-3, 4-6, 5-7, 2-6で敗れた。
デビスカップ2014でもデビスカップフランス代表として、決勝のスイス戦でフェデラーに6-1, 6-4, 6-3で勝利したが、フランスはスイスに敗れた。年間最終ランキングは18位。

### 2015年 マスターズベスト4
2015年モンテカルロ・マスターズは第14シードで出場。アンドレイ・クズネツォフ、アレクサンドル・ドルゴポロフを破り、3回戦では第2シードのロジャー・フェデラーにストレート勝ち。準々決勝で第9シードのディミトロフを破って自身大会初のベスト4入りするもベルディハに敗れた。年間最終ランキングは24位。

### 2016年 全米ベスト4 全豪ベスト8 ATPファイナルズ初出場 リオ五輪ベスト8 世界6位

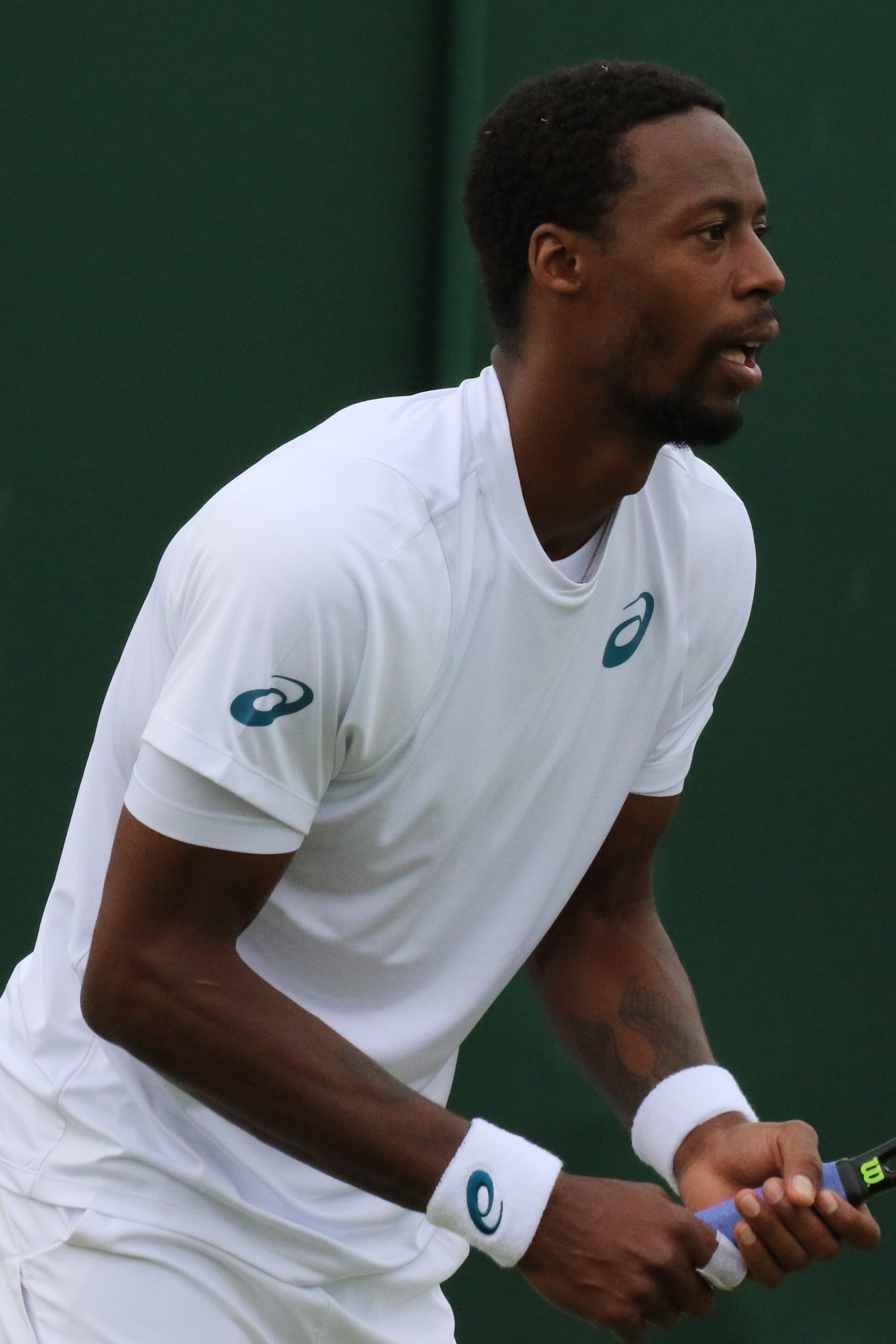
2016年ウィンブルドン選手権でのガエル・モンフィス

全豪オープンでは初のベスト8進出。準々決勝でミロシュ・ラオニッチに3-6, 6-3, 3-6, 4-6で敗れた。2月のABNアムロ世界テニス・トーナメントでの準優勝をする。3月のBNPパリバ・マスターズとマイアミ・オープンではベスト8進出する好調を維持し、4月のモンテカルロ・マスターズでは準決勝でジョー＝ウィルフリード・ツォンガとのフランス対決を制し、マスターズでは6年ぶり3度目の決勝進出を果たす。決勝でラファエル・ナダルに5-7, 7-5, 0-6で敗れ、マスターズ3度目の準優勝を飾った。
7月のシティ・オープンでは決勝でイボ・カロビッチを5–7, 7–6(6), 6–4で破り、ATPワールドツアー・500シリーズで初優勝を果たした。ロジャーズ・カップでは準々決勝で第3シードのラオニッチを破ってベスト4入り。
リオ五輪では北京五輪以来シングルスでベスト8に進出。準々決勝で第4シードの錦織圭に3本のマッチポイントを握りながら6-7(4), 6-4, 6-7(6)の逆転で敗れた。

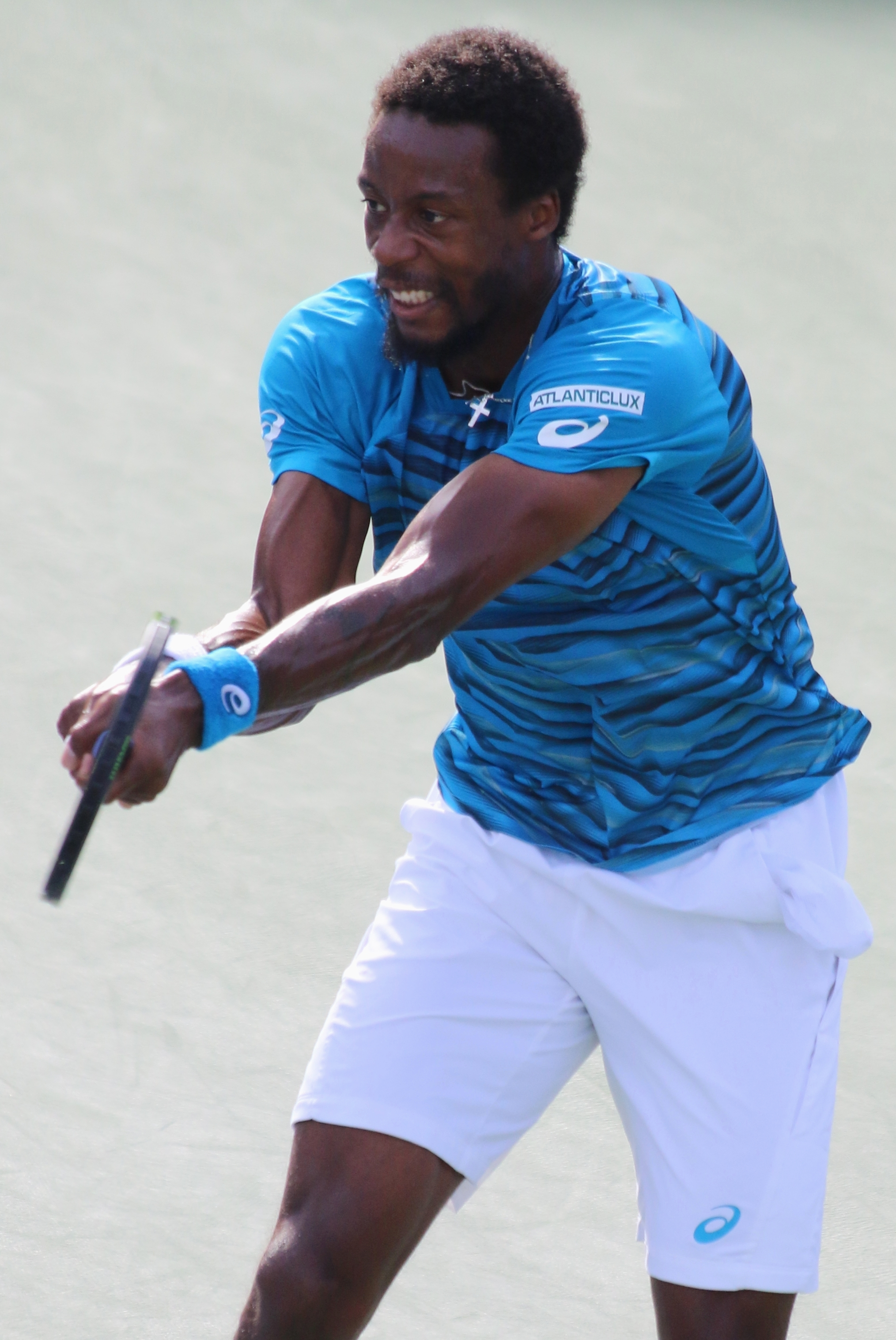
2016年全米オープンでのガエル・モンフィス

全米オープンでは2年ぶり3回目のベスト8に進出すると、準々決勝で同胞の後輩リュカ・プイユに6-4, 6-3, 6-3のストレートで勝利し、ベスト4に進出。準決勝でジョコビッチに3-6, 2-6, 6-3, 2-6で敗れた。大会後の世界ランキングで8位となり、2011年11月以来4年10か月ぶりにトップ10復帰を果たす。
10月には自身初のATPワールドツアー・ファイナルズの出場が決定し、11月7日の世界ランキングで自己最高の6位となった。初出場のATPワールドツアー・ファイナルズでは初戦ラオニッチに3-6, 4-6で、第2戦ドミニク・ティームに3-6, 6-1, 4-6で敗北。怪我のため第3戦を前に棄権した。年間最終ランキングは7位。

### 2017年 ツアー通算400勝
全豪オープンでは第6シードとして出場して、2年連続で4回戦に進出するもナダルに3-6, 3-6, 6-4, 4-6で敗れた。オープン13ではリシャール・ガスケに、バルセロナ・オープンではフェルナンド・ベルダスコにそれぞれ準々決勝敗退。BNPパリバ・オープンでは4回戦でドミニク・ティエムに敗れた。
第15シードとして出場した5月30日の全仏オープンでは1回戦でダスティン・ブラウンに勝利したことで、通算400勝達成。その後は4回戦まで進出するも、第3シードのスタン・ワウリンカに5-7, 6-7(7), 2-6のストレートで敗れた。
イーストボーン国際では決勝進出。決勝ではノバク・ジョコビッチに敗れて、準優勝。ウィンブルドン選手権では3回戦で同胞のアドリアン・マナリノに6-7(3), 6-4, 7-5, 3-6, 2-6のフルセットの熱戦で敗れて、4回戦進出を逃した。
ロジャーズ・カップでは2回戦で第5シードの錦織圭に初勝利し、久しぶりにトップ10から勝利を挙げた。（通算3勝62敗）全米オープンでは3回戦まで進出するも、ダビド・ゴファン戦で5-7, 1-5の時点で途中棄権し、シーズン終了を発表。2017年は6大会で棄権。ベスト16より先に進んだ大会が3大会しかない苦しいシーズンとなった。年間最終ランキングは46位。

### 2018年 ツアー8勝目
カタール・エクソンモービル・オープンでは決勝でアンドレイ・ルブレフに勝利して優勝して、ツアー8勝目を挙げた。全豪オープンでは2回戦で第14シードのノバク・ジョコビッチに6-4, 3-6, 1-6, 3-6で敗れて、同カード15連敗を喫することとなった。エクアドル・オープンでは準々決勝で敗退。アルゼンチン・オープンではベスト4入りをしてドミニク・ティエムに敗れた。リオ・オープンでもベスト8するもディエゴ・シュワルツマンに敗れた。BNPパリバ・オープンでは3回戦まで進出するも、ピエール＝ユーグ・エルベール戦で2-6, 1-3の時点で途中棄権。
マドリード・オープンでは2回戦でラファエル・ナダルに敗退。全仏オープンでは第32シードとして出場し、3回戦で第4セットでマッチポイントを握ったにもかかわらずダビド・ゴファンに7-6(8), 3-6, 6-4, 5-7, 3-6のフルセットで惜敗した。

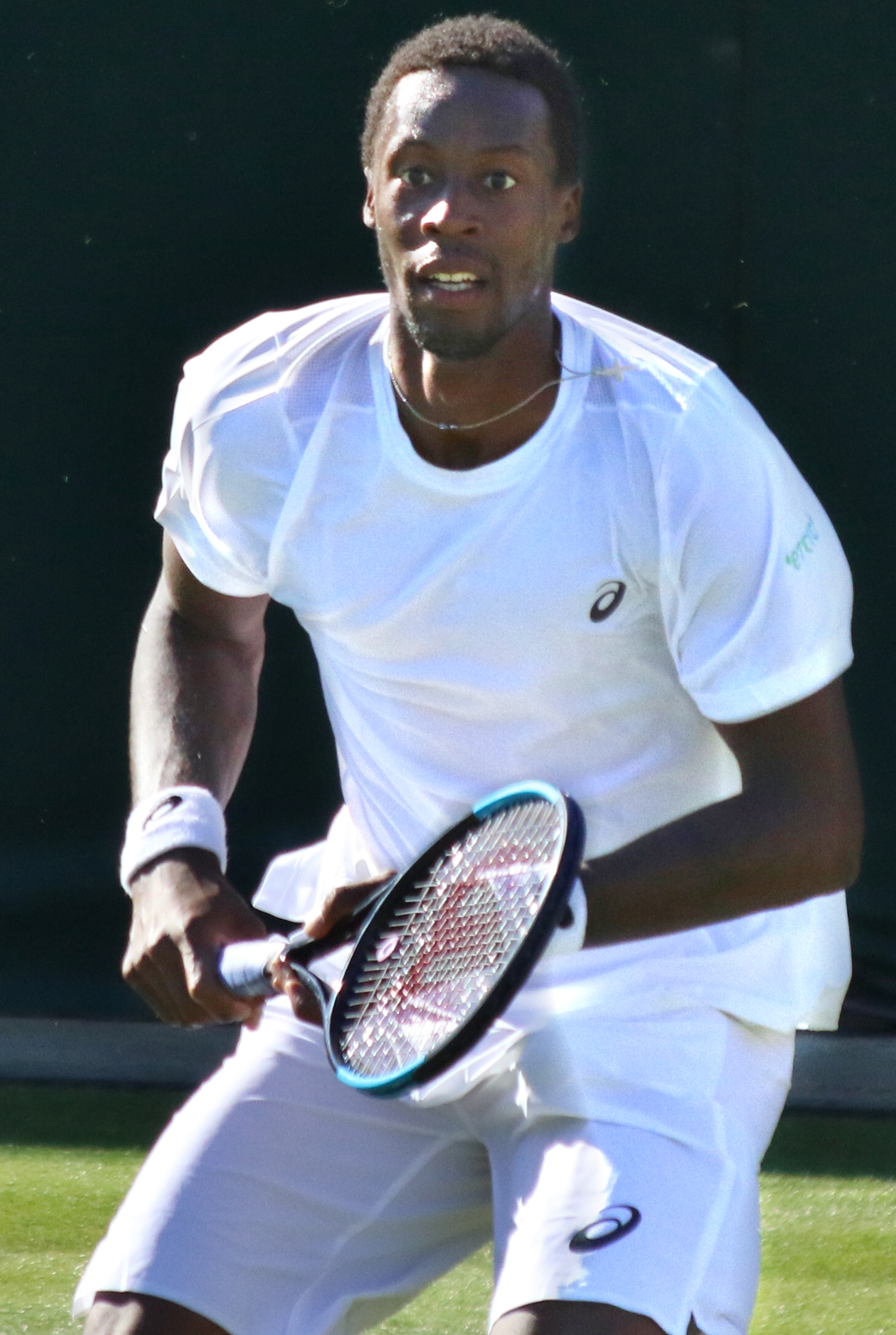
2018年ウィンブルドン選手権でのガエル・モンフィス

ウィンブルドンでは1回戦で第23シードの同胞リシャール・ガスケにストレートで勝利。2回戦ではパオロ・ロレンツィを破り、3回戦では昨年、当時世界1位のアンディ・マリーを下してベスト4入りした第11シードのサム・クエリーを5-7, 6-4, 6-4, 6-2で破り、ウィンブルドン初の4回戦進出。4回戦では第8シードのケビン・アンダーソンに敗れた。全米オープンは2回戦で錦織圭と対戦したが、試合中に右手首を負傷して2-6, 4-5の時点で途中棄権を余儀なくされた。復帰戦となるOECオープン（チャレンジャー）では優勝。さらにヨーロピアン・オープンでは準決勝でディエゴ・シュワルツマンを6-3, 6-4のストレートで破り、決勝進出。決勝でカイル・エドマンドに敗れたが、準優勝となった。年間最終ランキングは29位。

### 2019年 全米ベスト8 トップ10復帰
全豪オープンは第30シードとして出場し、2回戦でテイラー・フリッツに敗退。2月のABNアムロ世界テニス・トーナメントの決勝では、スタン・ワウリンカを破り優勝した。3月のBNPパリバ・マスターズではベスト8入りするも準々決勝は左足の痛みにより棄権。

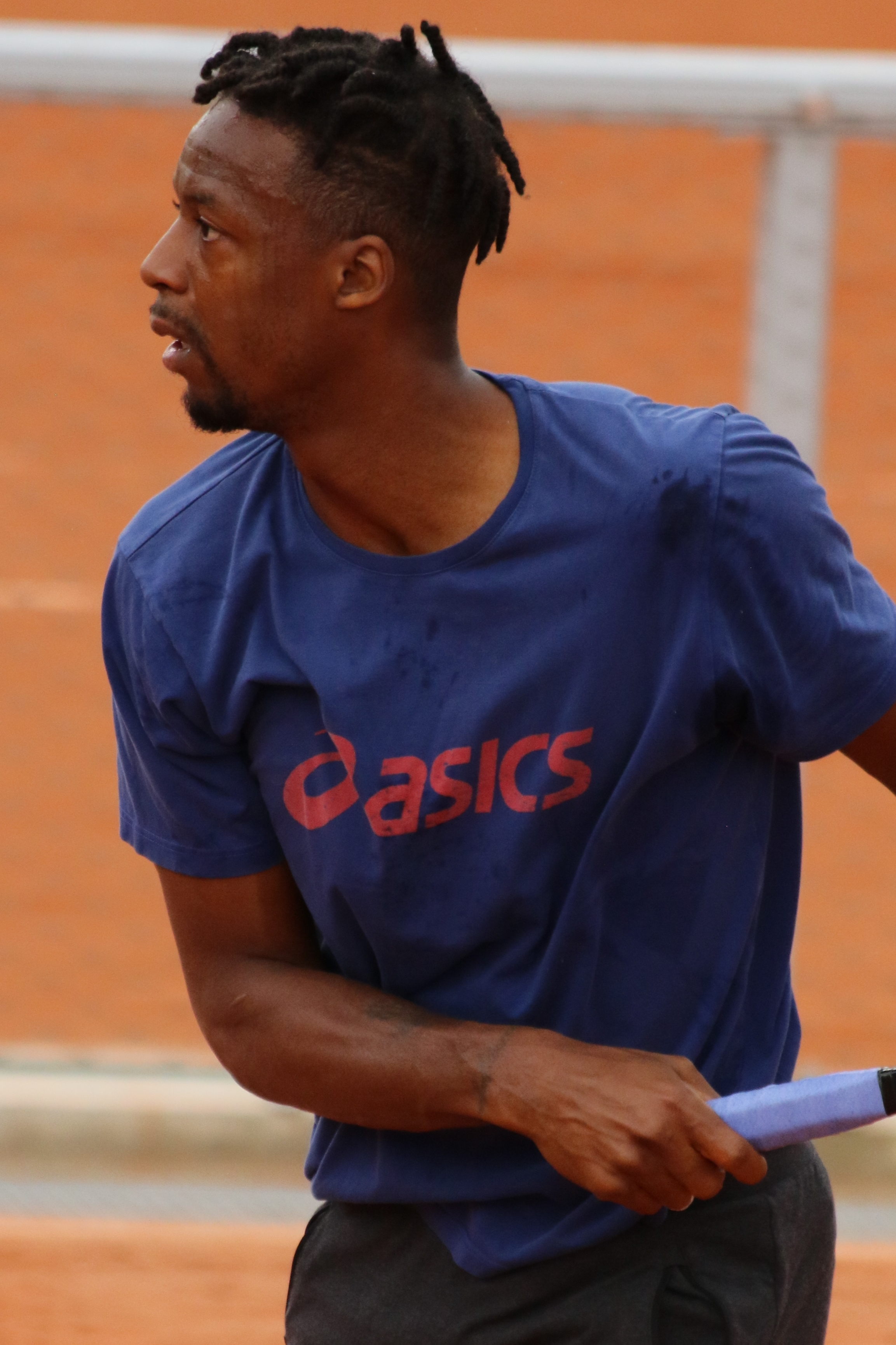
2019年全仏オープンでのガエル・モンフィス

全仏オープンでは第14シードとして出場し、4回戦まですべてストレートで勝ち上がり、4回戦ではドミニク・ティームに4-6, 4-6, 2-6のストレートで敗れた。ウィンブルドンでは第16シードとして出場するも、1回戦でウゴ・アンベールに7-6(6), 6-3, 4-6, 5-7, 0-3の時点で棄権した。8月のロジャーズ・カップではロベルト・バウティスタ・アグートを下してベスト4入りしたが、足首の負傷で準決勝を棄権。
全米オープンでは第13シードとして出場。3回戦ではデニス・シャポバロフに6-7(5), 7-6(4), 6-4, 6-7(6), 6-3の熱戦の末に勝利を収めた。4回戦でパブロ・アンドゥハルに6-1, 6-2, 6-2のストレートで勝利し、3年ぶりのベスト8入りを果たす。準々決勝では第24シードのイタリアの新星マッテオ・ベレッティーニに6-3, 3-6, 2-6, 6-3, 6-7(5)の大熱戦の末に敗れ、2016年以来のベスト4入りを逃した。パリ・マスターズでベスト8入りすると、試合後の世界ランキングで10位に復帰した。ATPファイナルズは8人目のメンバーにあと140ポイント足らずに補欠2番手となり、2016年以来の最終戦出場は叶わなかった。年間最終ランキングは10位。

### 2020年 ツアー10勝目 ATP杯初出場
ATPカップにはフランス代表のエースとして出場。チリ戦ではクリスチャン・ガリンに勝利するも、セルビア戦ではノバク・ジョコビッチに敗退。チームは1勝2敗でラウンドロビン敗退。
全豪オープンは第10シードとして出場し、順当に4回戦進出。4回戦ではドミニク・ティエムに2-6, 4-6, 4-6で敗れた。その直後の南フランス・オープンでは決勝でバセク・ポシュピシルを7-5, 6-3で破り、ABNアムロ世界テニス・トーナメントでは決勝でフェリックス・オジェ＝アリアシムを6-2, 6-4で破り、2週連続優勝を果たした。全仏オープンでは第8シードとして出場するも、1回戦でアレクサンダー・ブブリクに4-6, 5-7, 6-3, 3-6で初戦敗退。最終ランキングは11位。

### 2021年 ツアー通算500勝
全豪オープンに第10シードとして出場。1回戦でエーミル・ルースヴオリにフルセットで初戦敗退。リヨン・オープン初戦ではラッキールーザーのチアゴ・ザイボチ・ヴィウチを7-5, 6-4で破り、2020年からの初戦7連敗を食い止め、約1年半ぶりの白星を挙げた。

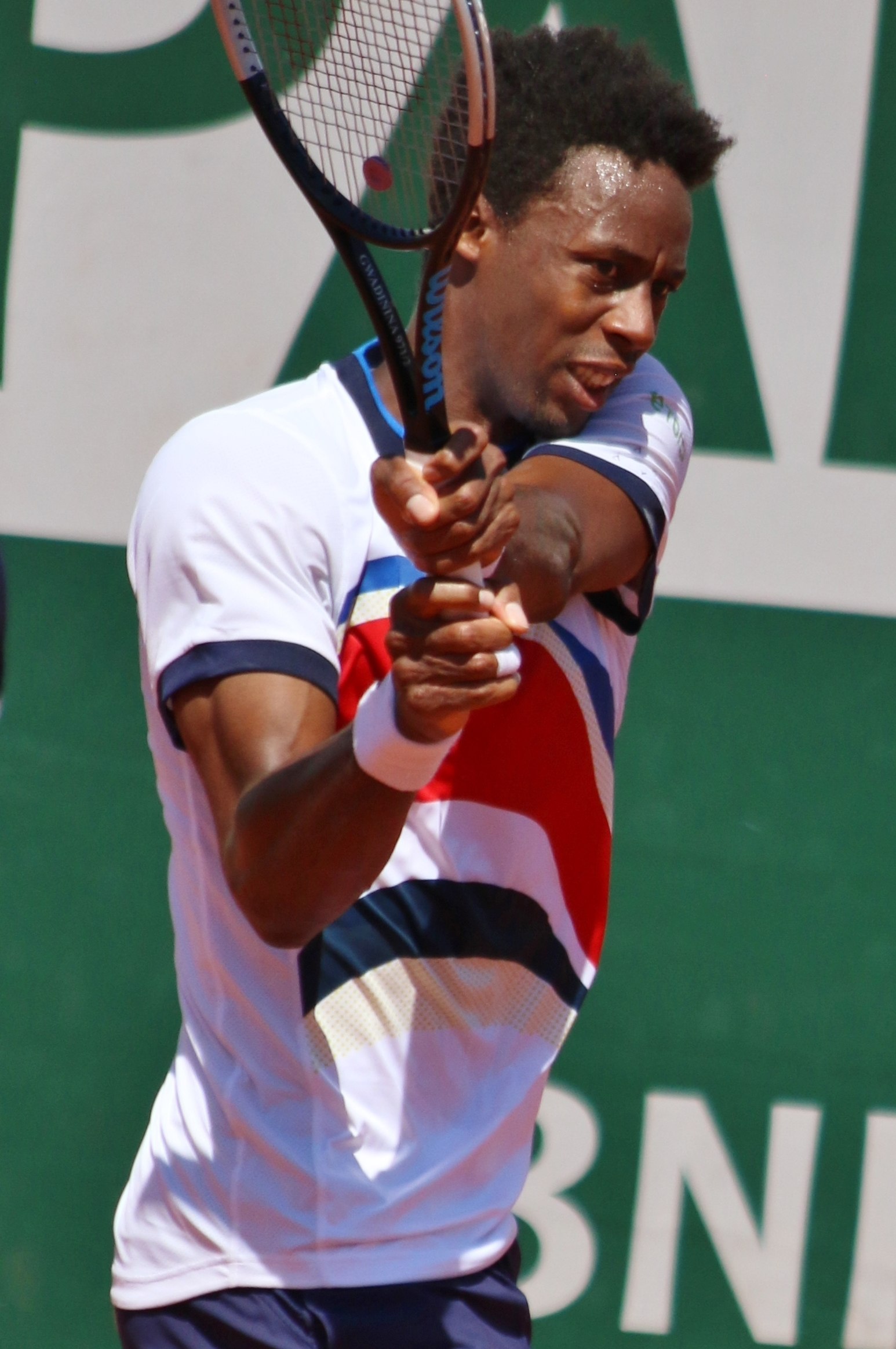
2021年全仏オープンでのガエル・モンフィス

全仏オープンではアルベルト・ラモス＝ビノラスを破り、初戦突破。2回戦ではマイケル・イマーに敗れた。ウィンブルドン選手権でも初戦突破するも、2回戦でペドロ・マルティネスに敗れた。
東京2020オリンピックではフランス代表として出場。シングルスでは初戦敗退。ダブルスはジェレミー・シャルディーと組み、初戦突破するも、2回戦でドイツ代表のA・ズベレフ/ストルフ組に敗れた。
ナショナル・バンク・オープンではベスト8入り。準々決勝ではジョン・イズナーに敗れた。ウエスタン・アンド・サザン・オープンではアレックス・デミノーをストレートで破り、ツアー通算500勝を達成した。全米オープンに第17シードで出場。3回戦でヤニック・シナーに6-7(1), 2-6, 6-4, 6-4, 4-6のフルセットの末に惜敗し、10月のソフィア・オープンでは決勝進出し、
前年優勝のシナーに敗れ、準優勝となるも、この決勝進出で17年連続でツアー決勝進出を記録した。試合後には「このような状況に身を置くことは、常に素晴らしいこと。別のタイトルを獲得するチャンスがある」と述べた。年間最終ランキングは21位。

### 2022年 全豪ベスト8 ツアー11勝目
10年間のパートナーシップを共にしたウィルソンとアシックスと決別し、新たにフランスのスポーツメーカーであるArtengoと5年間の契約を結んだ。
アデレード国際1ではすべてストレートで勝ち上がり、決勝でカレン・ハチャノフを6-4, 6-4のストレートで破り、ツアー11勝目を挙げ、さらに全豪オープンでは4回戦でミオミル・キツマノビッチを7-5, 7-6(4), 6-3のストレートで破り、2016年以来6年ぶり2度目のベスト8進出を果たした。準々決勝では初のベスト4入りをかけてマッテオ・ベレッティーニと対決するも、4-6, 4-6, 6-3, 6-3, 2-6のフルセットの末に敗れた。BNPパリバ・オープンでは4回戦で第1シードのダニール・メドベージェフを4-6, 6-3, 6-1で下し、ベスト8入り。準々決勝ではカルロス・アルカラスに5-7, 1-6で敗退。マイアミ・オープンでは3回戦でフランシスコ・セルンドロに2-6, 3-6で敗れた。マドリード・オープンでは2回戦でノバク・ジョコビッチに3-6, 2-6で敗れ、今大会で右足首を負傷して3ヶ月もの間、ツアー離脱を余儀なくされた。復帰戦となったナショナル・バンク・オープンでは3回戦のジャック・ドレイパー戦で2-6, 2-0の時点で右手首の負傷で途中棄権を余儀なくされ、その後の大会を欠場し、シーズン終了を発表した。年間最終ランキングは52位。

### 2023年 ツアー12勝目 トップ100復帰
3月、BNPパリバ・オープンにて、7ヶ月ぶりにツアー復帰。ジョーダン・トンプソンに3-6, 1-6のストレートで初戦敗退。マイアミ・オープンでは同胞のウゴ・アンベール戦で3-3の時点で途中棄権となった。
4月、スルプスカ・オープンではイジー・レヘチカに4-6, 3-6のストレートで初戦敗退。
5月、エクス＝アン＝プロヴァンス・チャレンジャーでは1回戦で第5シードのアンディ・マリーに3-6, 2-6のストレートで敗退。
リヨン・オープンではペドロ・カチンに6-2, 3-6, 4-6の逆転で初戦敗退。全仏オープンでは1回戦でセバスティアン・バエスに3-6, 6-3, 7-5, 1-6, 7-5の3時間47分のフルセットの末勝利するも、試合中に負った手首の負傷のため、2回戦のホルガ・ルーネ戦を前に棄権を余儀なくされた。
7月、復帰戦となったアトランタ・オープンでは1回戦でタナシ・コキナキスに6-1, 3-6, 6-7(5)で逆転の黒星となった。

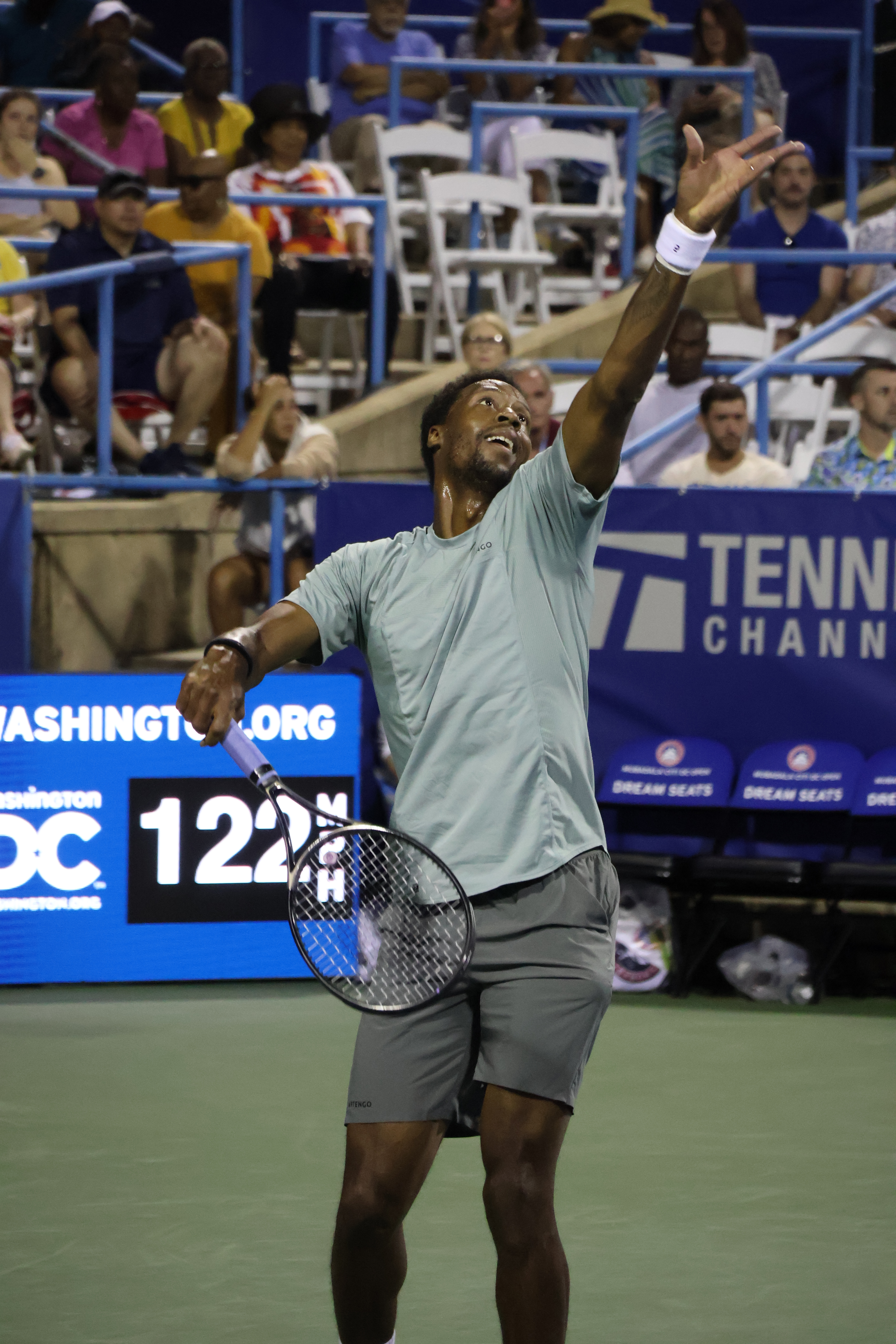
2023年ムバダラ・シティDCオープンでのガエル・モンフィス

8月、シティ・オープンでは3回戦まで進めるも、タロン・フリークスポールに4-6, 6-1, 3-6で敗退。ナショナル・バンク・オープンでは2回戦で第4シードのステファノス・チチパスを6-4, 6-3で破る活躍でベスト8入り。準々決勝では第7シードのヤニック・シナーに4-6, 6-4, 3-6で敗れた。続くウエスタン・アンド・サザン・オープンでも1回戦で第13シードのキャメロン・ノリーを3-6, 6-4, 6-3、2回戦ではアレックス・デミノーを7-5, 6-4で破る復調ぶりが垣間見えるも、3回戦では第2シードのノバク・ジョコビッチに3-6, 2-6の19連敗となった。全米オープンでは１回戦でダニエル太郎を4-6, 6-4, 6-2, 7-6(4)で勝利するも、2回戦では第8シードのアンドレイ・ルブレフから第3セットを奪う健闘を見せるもわ4-6, 3-6, 6-3, 1-6で敗れた。
9月、レーバーカップでは欧州代表として初参戦。ダブルスでホベルト・ホルカシュと組み、フェリックス・オジェ＝アリアシム/ベン・シェルトン組に5-7, 4-6で敗れた。
10月、ストックホルム・オープンでは決勝進出。決勝でパーヴェル・コトフに4-6, 7-6(6), 6-3で破り、21ヶ月ぶりのタイトルを獲得。昨年8月に右足首を負傷し半年以上のツアー離脱を余儀なくされたが、嬉しい復活優勝となり、ツアー12勝目を挙げた。年始には世界ランキング200位台だったが、今回の優勝により、ランキングは90位までに復調した。
11月、パリ・マスターズではフランシスコ・セルンドロに6-4, 6-7(2), 5-7で初戦敗退。年間最終ランキングは74位。

### 2024年 ツアー通算550勝
全豪オープンでは1回戦でヤニック・ハンフマンを6-4, 6-3, 7-5のストレートで破るも、2回戦でトマス・マルティン・エチェベリーに4-6, 4-6, 4-6のストレートで敗れた。カタール・エクソンモービル・オープンではベスト4入り。準決勝ではヤクプ・メンシークに4-6, 6-1, 3-6で敗れた。BNPパリバ・オープンでは2回戦でホベルト・ホルカシュを6-0, 6-7(5), 6-2、3回戦でキャメロン・ノリーを6-7(5), 7-6(5), 6-3で下して、ベスト16入り。4回戦でキャスパー・ルードに6-3, 6-7(3), 4-6で敗れた。マイアミ・オープンでは2回戦でジョーダン・トンプソンを6-7(3), 6-1, 6-2で破ったことでツアー通算550勝を記録した。
クレーシーズンではエストリル・オープン2回戦ではマートン・フチョビッチに6-1, 1-6, 5-7で敗れたが、2024年4月8日付けの世界ランキングでトップ40復帰を果たした。全仏オープンでは1回戦でチアゴ・ザイボチ・ヴィウチを6-2, 3-6, 6-3, 6-4で初戦を突破するも、2回戦では第30シードのロレンツォ・ムゼッティに5-7, 1-6, 4-6のストレートで敗れた。
芝シーズンではマヨルカ選手権でドミニク・ティーム、ロベルト・バウティスタ・アグートをそれぞれ下してベスト4進出。準決勝ではアレハンドロ・ダビロに6-2, 2-6, 6-7(3)の逆転で敗れ、決勝進出を逃した。ウィンブルドン選手権では1回戦で第22シードのアドリアン・マナリノを6-4, 3-6, 7-5, 6-4、2回戦でスタン・ワウリンカを7-6(5), 6-4, 7-6(3)のストレートで下して、2018年以来となる6年ぶりの3回戦進出。3回戦では第10シードのグリゴール・ディミトロフに3-6, 4-6, 3-6のストレートで敗退。
ウエスタン・アンド・サザン・オープンでは1回戦でアレクセイ・ポピリンを7-5, 6-3のストレートで破り、2回戦では第2シードのカルロス・アルカラスを4-6, 7-6(5), 6-4の逆転で勝利する金星を挙げた。3回戦では第15シードのホルガ・ルーネに6-3, 3-6, 4-6の逆転で敗れた。全米オープンでは1回戦でディエゴ・シュワルツマンを6-7(2), 6-2, 6-2, 6-1で初戦突破する。2回戦では第8シードのキャスパー・ルードに4-6, 2-6, 6-2, 6-7(3)で敗退。上海マスターズでは3回戦でウゴ・アンベールを7-6(7), 2-6, 6-1の熱戦で勝利し、ベスト16入り。4回戦ではアルカラスに4-6, 5-7のストレートで敗れた。年間最終ランキングは55位。

### 2025年 ツアー13勝目
ASBクラシックでは決勝でジズー・ベルグスを6-3, 6-4のストレートで破り、ツアー13勝目を挙げ、1年3ヶ月ぶりのツアー優勝を果たした。また、1990年にATPツアーが創立されて以降、38歳2ヶ月でツアー優勝をしたロジャー・フェデラーを抜き、38歳4ヶ月で最年長ツアー優勝記録を塗り替えた。

## プレースタイル
抜群の身体能力と長い手足を生かしたコートカバーリングを持ち味とする守備型カウンターパンチャー。瞬発力や跳躍力もあり守備範囲が広い。フォアハンド・バックハンドもコンパクトで、ミスは少なく、隙があれば打ち込んでカウンターを決めることもできる。サーブは派手さはないが、コンパクトでコントロールの精度も高い。
相手の意表を突いたトリッキーなプレーやアクロバティックなプレーがとても人気があり、世界的にも「最も身体能力の高いアクロバティックな選手」と認識されている。モンフィスのスーパープレーはテニス界随一と評されており、パフォーマンスで観客をよく盛り上げる。YouTubeやSNSでもモンフィスのスーパープレーがよく閲覧されている。
BIG4やトップ10選手になかなか勝てないため、グランドスラムやマスターズ1000では現状の成績をなかなか更新できない。対ジョコビッチに対しては0勝16敗である。怪我で故障することやスランプになることも多く、不調時はサーブやストロークでのミスも目立つ。決勝の舞台でのプレッシャーからメンタル面での弱さも弱点の1つとして挙げられる。
ハード・クレーコートは好成績傾向だが、芝コートは成績不振であり、ウィンブルドン選手権でも4回戦(ベスト16)が最高成績である。

## 人物
・2018年4月28日、移動中にラケット破損の珍事に見舞われた。X (旧Twitter) に壊れたラケットの写真を投稿。今回のラケットの破損は、ルフトハンザドイツ航空にてジュネーヴからミュンヘンへ移動の際に起きたことだった。同月30日からのBMWオープンに第7シードで出場予定のモンフィスは「僕はどうやってミュンヘンの試合に出るのか？今夜は僕のものではないラケットで打っている。来週のために解決策を探す」と綴った。これに対し、ルフトハンザドイツ航空は「申し訳ございません。パフォーマンスに影響しないことを願います」と謝罪。さらに、お問い合わせフォームのURLを掲載し「被害の詳細を送信してください」と誠意を見せた。
・2019年3月より、ウクライナ出身で女子世界ランキング最高3位を記録した女子プロテニス選手であるエリナ・スビトリナと交際を始めた。2021年4月に婚約を発表。自身のインスタグラムでハートの絵文字と共に「彼女は『イエス』と言ってくれた」と綴り、湖をバックにスビトリナが左手の薬指に婚約指輪をはめている写真を投稿。同年7月に結婚した。

## ATPツアー決勝進出結果

### シングルス: 35回 (13勝22敗)
| 大会グレード                    |
| グランドスラム (0–0)            |
| ATPファイナルズ (0–0)           |
| ATPツアー・マスターズ1000 (0–3) |
| ATPツアー500 (3–5)              |
| ATPツアー250 (10–14)            |

| サーフェス別タイトル |
| ハード (12–15)       |
| クレー (1–5)         |
| 芝 (0–1)             |
| カーペット (0–1)     |

| 結果   | No. | 決勝日         | 大会                   | サーフェス        | 対戦相手                         | スコア                  |
| ------ | --- | -------------- | ---------------------- | ----------------- | -------------------------------- | ----------------------- |
| 優勝   | 1.  | 2005年8月1日   | ソポト                 | クレー            | フロリアン・マイヤー             | 7-6(8-6), 4-6, 7-5      |
| 準優勝 | 1.  | 2005年10月9日  | メス                   | ハード (室内)     | イワン・リュビチッチ             | 6-7(7-9), 0-6           |
| 準優勝 | 2.  | 2005年10月30日 | リヨン                 | カーペット (室内) | アンディ・ロディック             | 3-6, 2-6                |
| 準優勝 | 3.  | 2006年1月8日   | ドーハ                 | ハード            | ロジャー・フェデラー             | 3-6, 6-7(5-7)           |
| 準優勝 | 4.  | 2007年5月20日  | ペルチャッハ           | クレー            | フアン・モナコ                   | 6-7(3-7), 0-6           |
| 準優勝 | 5.  | 2008年10月4日  | ウィーン               | ハード (室内)     | フィリップ・ペッシュナー         | 4-6, 4-6                |
| 準優勝 | 6.  | 2009年2月28日  | アカプルコ             | クレー            | ニコラス・アルマグロ             | 4-6, 4-6                |
| 優勝   | 2.  | 2009年9月27日  | メス                   | ハード (室内)     | フィリップ・コールシュライバー   | 7-6(7-1), 3-6, 6-2      |
| 準優勝 | 7.  | 2009年11月15日 | パリ                   | ハード (室内)     | ノバク・ジョコビッチ             | 2-6, 7-5, 6-7(3-7)      |
| 準優勝 | 8.  | 2010年7月18日  | シュトゥットガルト     | クレー            | アルベルト・モンタニェス         | 2-6, 2-1 途中棄権       |
| 準優勝 | 9.  | 2010年10月10日 | 東京                   | ハード            | ラファエル・ナダル               | 1-6, 5-7                |
| 優勝   | 3.  | 2010年10月31日 | モンペリエ             | ハード (室内)     | イワン・リュビチッチ             | 6-2, 5-7, 6-1           |
| 準優勝 | 10. | 2010年11月14日 | パリ                   | ハード (室内)     | ロビン・セーデリング             | 1-6, 6-7(1-7)           |
| 準優勝 | 11. | 2011年8月7日   | ワシントンD.C.         | ハード            | ラデク・ステパネク               | 4-6, 4-6                |
| 優勝   | 4.  | 2011年10月23日 | ストックホルム         | ハード (室内)     | ヤルコ・ニエミネン               | 7-5, 3-6, 6-2           |
| 準優勝 | 12. | 2012年1月7日   | ドーハ                 | ハード            | ジョー＝ウィルフリード・ツォンガ | 5-7, 3-6                |
| 準優勝 | 13. | 2012年2月5日   | モンペリエ             | ハード (室内)     | トマーシュ・ベルディハ           | 2-6, 6-4, 3-6           |
| 準優勝 | 14. | 2013年5月25日  | ニース                 | クレー            | アルベルト・モンタニェス         | 0-6, 6-7(3-7)           |
| 準優勝 | 15. | 2013年8月24日  | ウィンストン・セーラム | ハード            | ユルゲン・メルツァー             | 3-6, 1-2 途中棄権       |
| 準優勝 | 16. | 2014年1月4日   | ドーハ                 | ハード            | ラファエル・ナダル               | 1-6, 7-6(7-5), 2-6      |
| 優勝   | 5.  | 2014年2月9日   | モンペリエ             | ハード (室内)     | リシャール・ガスケ               | 6-4, 6-4                |
| 準優勝 | 17. | 2015年2月22日  | マルセイユ             | ハード (室内)     | ジル・シモン                     | 4-6, 6-1, 6-7(4-7)      |
| 準優勝 | 18. | 2016年2月14日  | ロッテルダム           | ハード (室内)     | マルティン・クリザン             | 7-6(7-1), 3-6, 1-6      |
| 準優勝 | 19. | 2016年4月17日  | モンテカルロ           | クレー            | ラファエル・ナダル               | 5-7, 7-5, 0-6           |
| 優勝   | 6.  | 2016年7月24日  | ワシントン             | ハード            | イボ・カロビッチ                 | 5-7, 7-6(8-6), 6-4      |
| 準優勝 | 20. | 2017年7月1日   | イーストボーン         | 芝                | ノバク・ジョコビッチ             | 3-6, 4-6                |
| 優勝   | 7.  | 2018年1月6日   | ドーハ                 | ハード            | アンドレイ・ルブレフ             | 6-2, 6-3                |
| 準優勝 | 21. | 2018年10月21日 | アントワープ           | ハード (室内)     | カイル・エドマンド               | 6-3, 6-7(2-7), 6-7(4-7) |
| 優勝   | 8.  | 2019年2月17日  | ロッテルダム           | ハード (室内)     | スタン・ワウリンカ               | 6-3, 1-6, 6-2           |
| 優勝   | 9.  | 2020年2月9日   | モンペリエ             | ハード (室内)     | バセク・ポシュピシル             | 7-5, 6-3                |
| 優勝   | 10. | 2020年2月16日  | ロッテルダム           | ハード (室内)     | フェリックス・オジェ＝アリアシム | 6-2, 6-4                |
| 準優勝 | 22. | 2021年10月3日  | ソフィア               | ハード (室内)     | ヤニック・シナー                 | 3-6, 4-6                |
| 優勝   | 11. | 2022年1月9日   | アデレード1            | ハード            | カレン・ハチャノフ               | 6-4, 6-4                |
| 優勝   | 12. | 2023年10月22日 | ストックホルム         | ハード (室内)     | パーヴェル・コトフ               | 4-6, 7-6(8-6), 6-3      |
| 優勝   | 13. | 2025年1月11日  | オークランド           | ハード            | ジズー・ベルグス                 | 6-3, 6-4                |

## 成績
略語の説明
| W | F | SF | QF | #R | RR | Q# | LQ | A | Z# | PO | G | S | B | NMS | P | NH |

W=優勝, F=準優勝, SF=ベスト4, QF=ベスト8, #R=#回戦敗退, RR=ラウンドロビン敗退, Q#=予選#回戦敗退, LQ=予選敗退, A=大会不参加, Z#=デビスカップ/BJKカップ地域ゾーン, PO=デビスカップ/BJKカッププレーオフ, G=オリンピック金メダル, S=オリンピック銀メダル, B=オリンピック銅メダル, NMS=マスターズシリーズから降格, P=開催延期, NH=開催なし.

### グランドスラム
| 大会           | 2004 | 2005 | 2006 | 2007 | 2008 | 2009 | 2010 | 2011 | 2012 | 2013 | 2014 | 2015 | 2016 | 2017 | 2018 | 2019 | 2020 | 2021 | 2022 | 2023 | 2024 | 2025 | 通算成績 |
| -------------- | ---- | ---- | ---- | ---- | ---- | ---- | ---- | ---- | ---- | ---- | ---- | ---- | ---- | ---- | ---- | ---- | ---- | ---- | ---- | ---- | ---- | ---- | -------- |
| 全豪オープン   | A    | 2R   | 1R   | 3R   | A    | 4R   | 3R   | 3R   | 3R   | 3R   | 3R   | 2R   | QF   | 4R   | 2R   | 2R   | 4R   | 1R   | QF   | A    | 2R   | 4R   | 37–19    |
| 全仏オープン   | Q1   | 1R   | 4R   | 3R   | SF   | QF   | 2R   | QF   | A    | 3R   | QF   | 4R   | A    | 4R   | 3R   | 4R   | 1R   | 2R   | A    | 2R   | 2R   | 2R   | 40–17    |
| ウィンブルドン | A    | 3R   | 1R   | 3R   | A    | A    | 3R   | 3R   | A    | A    | 2R   | 3R   | 1R   | 3R   | 4R   | 1R   | NH   | 2R   | A    | A    | 3R   | 2R   | 20–14    |
| 全米オープン   | A    | 1R   | 2R   | A    | 4R   | 4R   | QF   | 2R   | A    | 2R   | QF   | 1R   | SF   | 3R   | 2R   | QF   | A    | 3R   | A    | 2R   | 2R   |      | 33–16    |

### 大会最高成績
| 大会                 | 成績 | 年         |
| -------------------- | ---- | ---------- |
| ATPファイナルズ      | RR   | 2016       |
| インディアンウェルズ | QF   | 2016, 2019 |
| マイアミ             | QF   | 2016       |
| モンテカルロ         | F    | 2016       |
| マドリード           | QF   | 2008, 2010 |
| ローマ               | SF   | 2006       |
| カナダ               | SF   | 2016, 2019 |
| シンシナティ         | QF   | 2011       |
| 上海                 | QF   | 2013       |
| パリ                 | F    | 2009, 2010 |
| オリンピック         | QF   | 2008, 2016 |
| デビスカップ         | F    | 2010, 2014 |
| ATPカップ            | RR   | 2020, 2021 |